# Graffiti (Chris Brown)
Graffiti è un album di Chris Brown, pubblicato l'8 dicembre 2009 dalle etichette Jive, Zomba e Sony Music.
L'album, di carattere diverso rispetto ad Exclusive e Chris Brown, è composto da 13 tracce più sei tracce bonus, presenti nella versione deluxe pubblicata solo in alcuni paesi.
Graffiti è il terzo album di Chris Brown. L'album è stato prodotto durante il periodo del 2008 al 2009 da molti produttori tra cui Polow Da Don, Swizz Beats, The Runners e Brian Kennedy.
L'album debutta al #7 nella Billboard 200 chart americana, vendendo 102,489 copie la prima settimana. Graffiti ha venduto circa 360,000 copie in patria. È stato il suo terzo album consecutivo ad essere nella top 10 delle classifiche nella prima settimana. 
L'album ha ricevuto critiche generalmente negative, pur essendo stato nominato in 2 categorie ai Grammy Awards.

## Composizione
Nel 2008, Chris Brown iniziare a lavorare al suo terzo album in studio ed ha confermato il titolo, Graffiti, durante gli American Music Award del 2008. È stato rivelato nel giugno del 2008 che Brown stava lavorando con il gruppo produttori The Runners per creare qualcosa di "incredibile, e mai sentito prima". Il produttore Scott Storch, che aveva già lavorato con Brown, ha anche annunciato il suo coinvolgimento nell'album affermando: "Chris è molto bravo. Sto lavorando con lui a Orlando su alcuni pezzi". Il 5 settembre del 2009, attraverso Twitter, Brown annunciò di aver completato l'album, rivelando anche che l'album sarebbe stato rilasciato al di fuori degli Stati Uniti il 7 dicembre e negli Stati Uniti l'8 dicembre. Parlando a MTV, il rapper Swizz Beatz ha rivelato, "Chris ha qualcosa da dimostrare, per quest album ha prodotto 60-70 canzoni".

## Stile musicale
L'album è principalmente R&B ed incorpora elementi di musica elettronica e musica rock. L'album ha ricevuto paragoni a stili di artisti come Kanye West, Lil Wayne e Saul Williams. In molti hanno diviso l'album in due parti, ovvero divise in tracce da party e power ballads dove l'artista mostra il rimorso per il suo controversiale fatto avvenuto con Rihanna.
Il brano che apre l'album, I Can Transform Ya, presenta sonorità rap rock ed elettropop con sfumature crunk, Pass Out con Eva Simons è un brano eurodisco che venne paragonato a lavori di Lady Gaga, Sing Like Me e Take My Time sono brani R&B, Wait con Trey Songz e The Game è un brano con influenze hip-hop, ed è stata definita dal The New York Times come una versione maschile del brano Knock You Down di Keri Hilson, I.Y.A. è un brano eurodisco influenzato dalla musica degli anni ottanta, Lucky Me è un brano R&B/pop con elementi di musica africana, Fallin Down è un brano che presenta un genere gothic rock con elementi di synth pop e R&B, I'll Go è un brano di genere soft rock, Girlfriend è un brano di genere synth rock e crunk, So Cold è un brano definito come una "power ballad carica di scuse", e Famous Girl ha ricevuto paragoni a lavori dell'album 808s & Heartbreak di Kanye West,

## Boicottaggio
L'album fu il primo di Brown ad essere stato pubblicato dopo lo scandalo di violenza domestica dell'8 febbraio del 2009 che trovò lui e la fidanzata Rihanna come protagonisti. Successivamente dopo procedimenti legali e diverse scuse da parte di Brown, quando venne pubblicato l'album, diversi negozi non lo esposero negli scaffali, e il cantante successivamente su Twitter dichiarò: I negozi dicono che ancora non hanno il mio album... non sugli scaffali, e non nei magazzini, io sono stanco di questa me**a. principali negozi stanno boicottando il mio cd. Non lo mettono sugli scaffali e mentono ai clienti. Che ca**o ci devo fare. Io non mi mangio le mani per le ca**ate degli altri... l'industria può baciarmi il culo. Sì l'ho detto e non mi tiro indietro, ca**o! Abbiamo parlato con il proprietario e ci ha detto che non sapeva ancora nulla. Wow!!! ma avevano l'album di Alicia Keys, "The Element of Freedom", che uscirà questo martedì... il direttore mi ha detto che quando ci sono nuovi rilasci è un suo obbligo metterli sugli scaffali.. ma nessun segno di GRAFFITI. Nessuna mancanza di rispetto per Alicia, ho solo dato un esempio di un album che deve ancora uscire e che già sono pronti a vendere.

## Tracce
1. I Can Transform Ya (feat. Lil Wayne e Swizz Beatz) – 3:48 (Christopher Brown, Jason Boyd, Kasseem Dean, Dwayne Carter)
2. Sing like Me – 4:15 (Christopher Brown)
3. Crawl – 3:56 (Christopher Brown)
4. So Cold – 3:38 (Christopher Brown, Ester Dean, Teyana Taylor)
5. What I Do (feat. Plies) – 4:00 (Christopher Brown, Kevin Cossom, Algernod Washington)
6. Famous Girl – 3:39 (Christopher Brown)
7. Take My Time (feat. Tank) – 4:38 (Christopher Brown, James Fauntleroy)
8. I.Y.A. – 3:08 (Christopher Brown, Ryan Buendia)
9. Pass Out (feat. Eva Simons) – 3:53 (Christopher Brown, Andre Merritt)
10. Wait (feat. Trey Songz e The Game) – 4:30 (Christopher Brown, Tremaine Neverson, Jayceon Taylor)
11. Lucky Me – 5:10 (Christopher Brown, Theron Thomas, Timothy Thomas, Richard Butler Jr.)
12. Fallin Down – 4:10 (Christopher Brown)
13. I'll Go – 3:05 (Brian Kennedy, James Fauntleroy)

Traccia aggiunta nella versione internazionale
1. Girlfriend (feat. Lupe Fiasco) – 4:08 (Christopher Brown, Ryan Buendia, Wasalu Muhammad Jaco)

Tracce aggiunte nell'edizione deluxe
1. Gotta Be Ur Man – 3:17 (Christopher Brown, Dawson, Ester Dean, Jay Stevenson)
2. Movie – 4:04 (Christopher Brown, Hill, Timothy Thomas, Theron Thomas)
3. For Ur Love – 3:45 (Christopher Brown, Ryan Buendia)
4. I Need This – 4:21 (Jessica Cornish, Allen)
5. I Love U (feat. Ester Dean) – 3:25 (Christopher Brown, Ester Dean, Perry)
6. Brown Skin Girl (feat. Sean Paul e Rock City) – 4:13 (Christopher Brown, Timothy Thomas, Theron Thomas)
7. Chase Our Love – 3:21 (Christopher Brown, Ryan Buendia)

Traccia bonus nell'edizione iTunes
1. Graffiti – 5:12 (Christopher Brown, Carlos Battey, Steven Battey)

Tracce aggiunte nell'edizione giapponese
1. Go Away – 3:48 (Christopher Brown, Jason Boyd, Ryan Buendia)
2. They Say – 4:40 (Christopher Brown)

## Classifiche

### Classifiche settimanali
| Classifica (2009) | Posizione massima |
| ----------------- | ----------------- |
| Australia         | 40                |
| Belgio (Fiandre)  | 99                |
| Francia           | 134               |
| Irlanda           | 47                |
| Nuova Zelanda     | 40                |
| Paesi Bassi       | 83                |
| Regno Unito       | 55                |
| Stati Uniti       | 7                 |

### Classifiche di fine anno
| Classifica (2010) | Posizione |
| ----------------- | --------- |
| Stati Uniti       | 113       |